# Buzz-Off
Buzz-Off izmišljeni je lik iz Mattelove franšize Gospodari svemira. Izgledom je humanoidna pčela i pripadnik je Herojskih ratnika. Porijeklom je iz rase Ljudi pčela, kasnije poznatih kao Andrinidi, koja boravi u Mističnim planinama.

## Povijest lika
Pripadnik je Ljudi pčela (Andrinidi) koji žive u Mističnim planinama. Ima dva para krila na leđima i sposobnost letenja, a ponekad nosi i poseban pčelinji vizir koji mu omogućava poboljšani vid insekta, zbog čega ga He-Man i Herojski ratnici šalju u špijunske misije. Često radi u paru sa Stratosom, koji mu je dobar prijatelj.

## Originalni mini stripoviGospodari svemira
Pojavio se prvi put kao lik 1984. godine u mini stripu "Tajni eliksir života" (The Secret Liquid of Life!). U toj priči Buzz-Off, zajedno s He-Manom, Borbenim Mačkom, Teelom i Ram-Manom, pomaže princu Dakonu i Torgulu koje je napao zli Geldor u želji da se dokopa tajne lokacije Eliksira života. Već na samom početku radnje pokazuje se da Buzz-Off posjeduje prirodni radar kojim može detektirati nečiju udaljenost i lokaciju te odrediti je li neko područje slobodno od neželjenih djelovanja.
Prilkom borbe sa čudovištima ispred Geldorove tamnice, Buzz-Off otkriva kako ima sposobnost električnog ili laserskog uboda, čime se imitira pčelinji ubod.

## Televizijska adaptacija lika

### He-Man i Gospodari svemira (1983. – 1985.)
U Filmationovoj animiranoj seriji He-Man i Gospodari svemira iz 1980-ih, pojavljuje se kao lik tek 1984. godine, blizu okončanja produciranja i emitiranja serijala pa shodno tome njegov lik nije dobio dovoljno prostora. Najčešće se u pričama udružuje s Mekaneckom iz činjenice da obojica imaju špijunske sposobnosti.

### He-Man i Gospodari svemira (2002. – 2004.)
Buzz-Off je, u adaptaciji animirane serije He-Man i Gospodari svemira s početka 2000-ih godina prikazan kao sumnjičav, počesto mrzovoljan i zatvoreniji lik, koji ne daje lako povjerenje i ponekad ga ponos spriječava da se obrati za pomoć. Jedan je od vođa Andrinida, premda mu je nadređena kraljica njegove rase. Prikazan je s mnogo više detalja koji ga predstavljaju kao humanoidnog insekticida. 

## Sposobnosti, oružje i moći
Ima dva para krila i sposobnost letenja. Posjeduje insektoidni vizir za gledanje koji mu omogućuje mnogi širi radijus gledanja. Opremljen je borbenom sjekirom koja može ispaljivati žute energetske zrake.

## Vanjske poveznice
- Buzz-Off – he-man.fandom.com (engl.)